# 李文 (知縣)
李文（？—？），河南滑縣人，明朝政治人物。
李文曾于1468年接替吴则担任上海县知县一职，1470年由杜棠接任。